# Google Street View

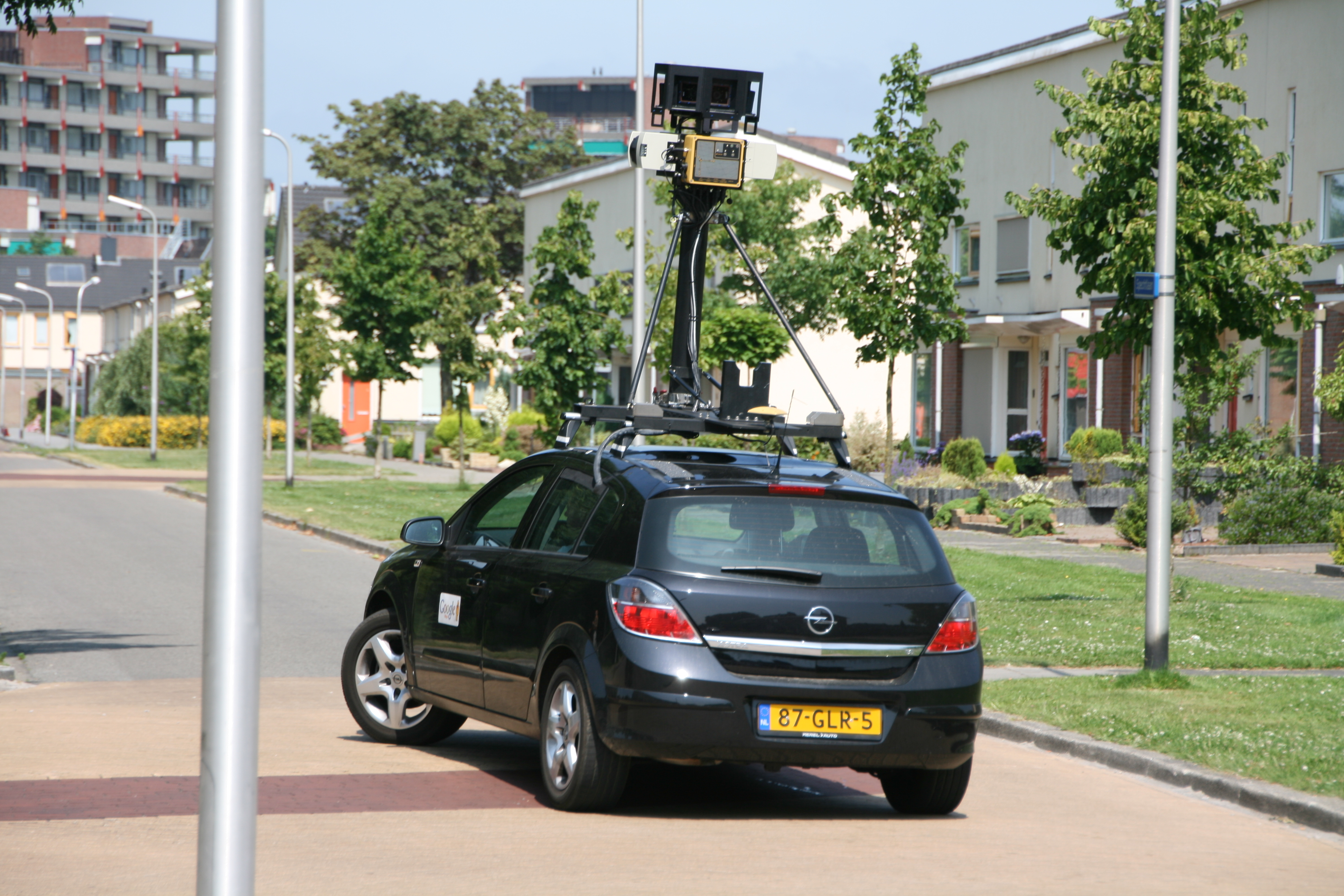
Google Street View neemt foto's in Hoogeveen

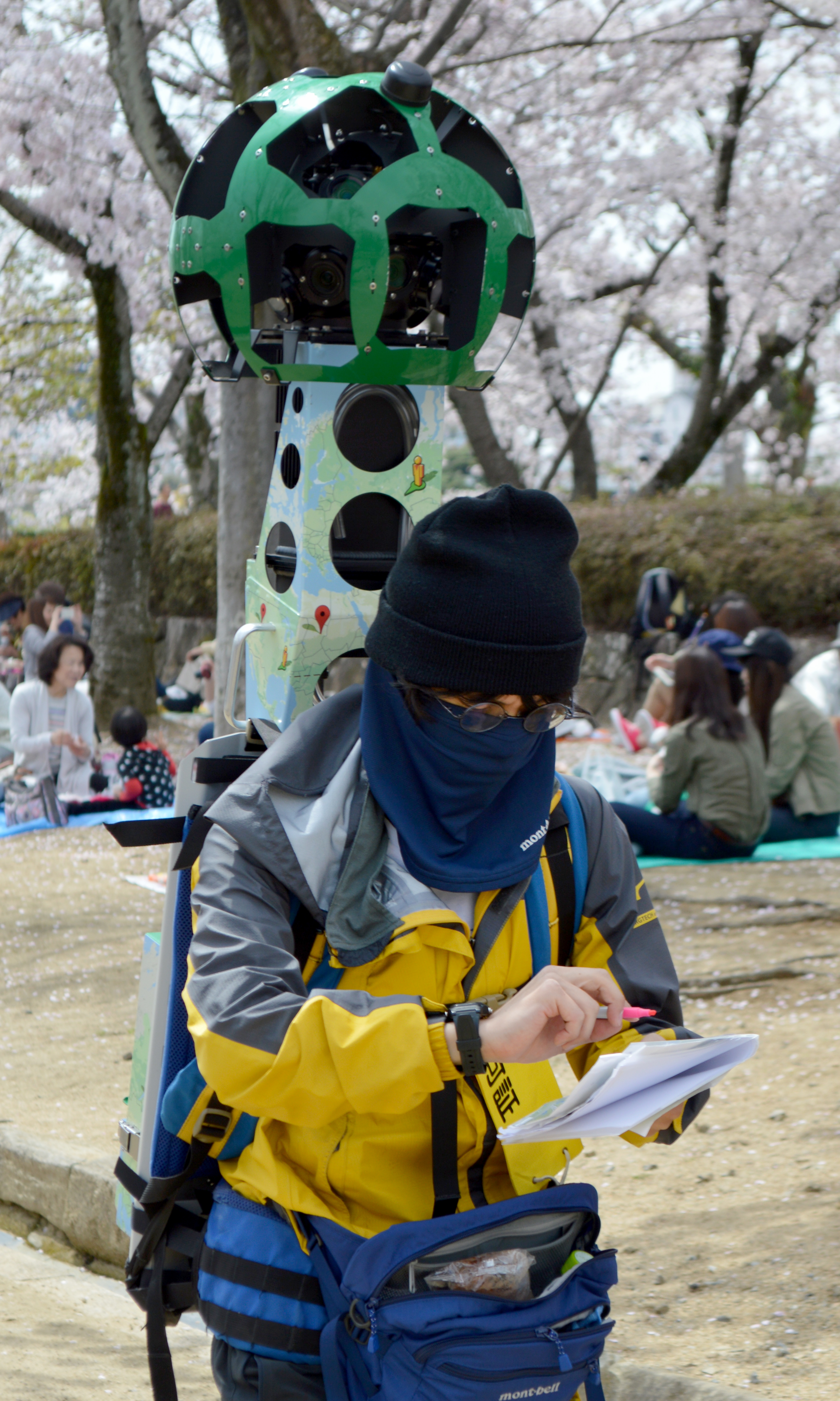
Persoon met een Google Street View Trekker-rugzak in Japan in 2016

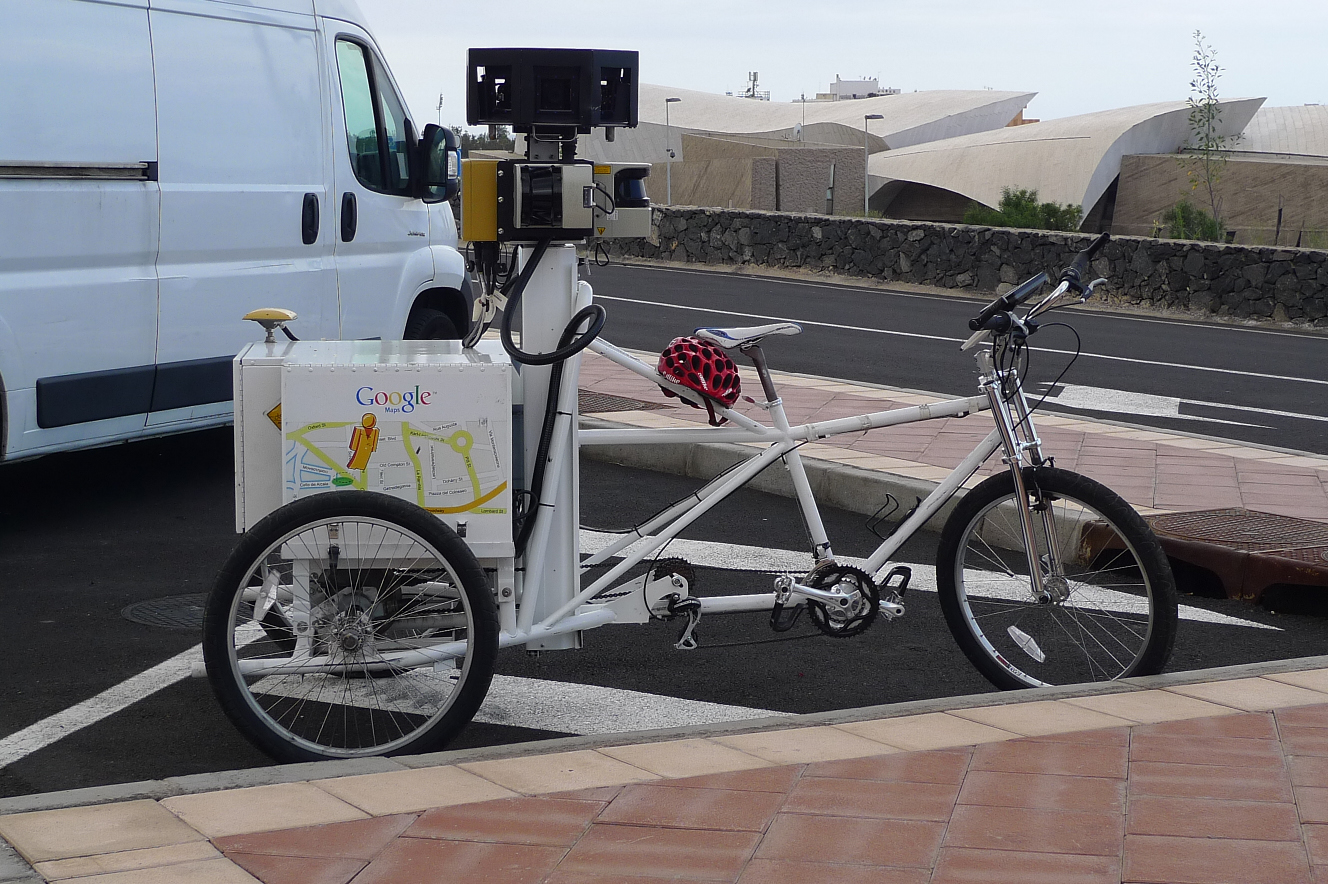
Google Street View-fiets (Street View Trike)

Google Street View is een mobilemappingdienst van Google Inc., die de internetgebruiker de mogelijkheid biedt 360°-panorama-foto's te bekijken van straten op straatniveau. De dienst is een aanvulling op Google Maps en Google Earth en werd gelanceerd op 25 mei 2007.

## Algemeen
De foto's worden genomen met een, op een auto met Google-logo, gemonteerde zware camera. Later zijn door Google ook fietsen met dezelfde camera's in gebruik genomen. Deze kunnen op plekken komen waar auto's dat niet kunnen, bijvoorbeeld natuurgebieden of toeristische trekpleisters. (Pret)parken, waaronder in Nederland de Efteling, Apenheul, Attractiepark Slagharen, Dolfinarium Harderwijk, Walibi Holland, Duinrell, Nationaal Park De Hoge Veluwe, Avonturenpark Hellendoorn en het Nederlands Openluchtmuseum, worden op de foto gezet door middel van de Street View Trike. Gebieden die noch met de auto noch met de fiets begaanbaar zijn, worden lopend gefotografeerd met een speciale rugzak met streetview-camera.
Op de computer kan de internetgebruiker navigeren met de pijltjestoetsen of door met de muis te klikken op pijlen die op het scherm te zien zijn. Men kan de foto's in verschillende afmetingen zien, vanuit verschillende richtingen en hoeken.

## Geschiedenis
Aanvankelijk konden enkel de straten in honderden (voor)steden in de Verenigde Staten bekeken worden, maar de dienst werd al snel uitgebreid naar Europa en Japan. Op 2 juli 2008 werd de service beschikbaar in Frankrijk (om foto's te kunnen tonen van plaatsen en streken die de Ronde van Frankrijk aandoet) en Italië. Eerder dat jaar berichtte de Volkskrant dat Google in maart ook foto's begon te nemen in Amsterdam (eerst alleen in Amsterdam Arena), en vanaf juni in heel Amsterdam en Rotterdam. De Belgische versie van Street View kwam op dinsdag 22 november 2011 online.
De Street View-auto's rijden niet alleen rond om straatbeelden te maken, ze scannen ook draadloze netwerken en verzamelen daarbij MAC-adressen van de draadloze routers. Midden 2010 ontstond controverse toen bleek dat Google hierbij ook het netwerkverkeer tijdens de rondrit had beluisterd en opgeslagen (sniffing). De wagens bleken ook de ingetypte URL's, gebruikte wachtwoorden, de inhoud van websites en e-mails, bekeken afbeeldingen etc. te hebben opgevangen en opgeslagen. Google werd hiervoor in meerdere landen veroordeeld, in Nederland besloot het College Bescherming Persoonsgegevens dat Google de gegevens moest wissen en betrokkenen op de hoogte moest stellen, op straffe van een dwangsom.

## Dekking
In de meeste landen van Europa is de dekking van straten en wegen goed. Met name in voormalig Joegoslavië (behalve Kroatië en Slovenië) ontbreken er veel straten op Street View. 
Ook in Duitsland was de dekking lange tijd gebrekkig. Er waren enkele rechtszaken geweest over Street View in Duitsland die Google ook won, maar vanwege het grote aantal huishoudens (245.000) dat niet wilde dat hun huis gezien werd (zo'n 3 procent van het aantal huishoudens in de 20 steden die Google gefilmd had), gaf Google het al snel op. Enkel de steden Hamburg, Bremen, Hannover, Berlijn, Leipzig, Dresden, Dortmund, Essen, Düsseldorf, Keulen, Frankfurt am Main, Mannheim, Neurenberg, Stuttgart, München en Bielefeld kregen Google Street View, maar de foto's werden niet meer bijgewerkt. In 2023 werd besloten dat Google Streetview weer foto's zou gaan maken in Duitsland, omdat meer dan 90% van de Duitsers Google Streetview als iets positiefs zou zien. Sinds 2023 is de dekking er verbeterd.
Ook in Noord-Amerika, behalve de noordelijkste delen, is de dekking goed. Op andere continenten is de dekking veel beperkter. Met uitzondering van een paar landen die wél een goede dekking hebben: Chili, Brazilië, Zuid-Afrika, Taiwan, Japan, Thailand, Singapore, Australië, Nieuw-Zeeland en Hawaï.
Als dekking ontbreekt of beperkt is, kan het zijn dat Google er nog niet aan toe gekomen is of dat er veel bezwaren zijn.